# Circonscription de Rankin
La circonscription de Rankin est une circonscription électorale fédérale australienne dans le Queensland. Elle a été créée en 1984 et porte le nom d'Annabelle Rankin, la première femme du Queensland à être élue au Sénat.
Elle s'étend sur la lointaine banlieue sud de Brisbane et une partie de Logan City.

## Représentants
| Nom           | Parti        | Période de mandat |
| ------------- | ------------ | ----------------- |
| David Beddall | Travailliste | 1984–1998         |
| Craig Emerson | Travailliste | 1998–2013         |
| Jim Chalmers  | Travailliste | 2013–en cours     |

## Résultats des élections
| Parti                            | Parti                        | Candidat                     | Voix   | %     | ±     |
| -------------------------------- | ---------------------------- | ---------------------------- | ------ | ----- | ----- |
|                                  | Travailliste                 | Jim Chalmers (en)            | 38 596 | 43,95 | +2,52 |
|                                  | Libéral national             | Paul Darwen                  | 25 478 | 29,01 | −2,34 |
|                                  | Verts                        | Neil Cotter                  | 9 394  | 10,70 | +1,62 |
|                                  | Une nation                   | Glen Cookson                 | 7 006  | 7,98  | −0,58 |
|                                  |                              | Jeff Crank                   | 5 064  | 5,77  | +2,08 |
|                                  | AJP                          | Suzanne Clarke               | 2 284  | 2,60  | +2,60 |
| Total des suffrages exprimés     | Total des suffrages exprimés | Total des suffrages exprimés | 87 822 | 96,11 | +3,84 |
| Votes nuls                       | Votes nuls                   | Votes nuls                   | 3 553  | 3,89  | −3,84 |
| Participation                    | Participation                | Participation                | 91 375 | 84,56 | −4,26 |
| Résultat de préférence bipartite |                              |                              |        |       |       |
|                                  | Travailliste                 | Jim Chalmers (en)            | 51 892 | 59,09 | +2,65 |
|                                  | Libéral national             | Paul Darwen                  | 35 930 | 40,91 | −2,65 |
|                                  | Travailliste retenir         | Travailliste retenir         | Swing  | +2,65 |       |